# Penybont
Penybont ou Pen-y-bont est un village et une communauté du Powys, au pays de Galles.

## Géographie
Penybont est situé dans le centre du Powys, dans le comté historique du Radnorshire, à 7 km au nord-est de la ville de Llandrindod Wells.
La communauté de Penybont comprend aussi le village de Llandegley (en).

## Démographie
Au recensement de 2011, la communauté de Penybont comptait 428 habitants.